# London Fletcher
College Football Hall of Fame 2019
(en) Statistiques sur pro-football-reference
London Levi Fletcher-Baker (né le 19 mai 1975 à Cleveland) est un joueur américain de football américain.

## Lycée
Fletcher étudie à la Villa Angela-St. Joseph High School de sa ville natale de Cleveland où il joue au football américain et basket-ball, dont, pour ce dernier sport, il remportera à deux reprises les titres de championnat de l'Ohio.

## Carrière

### Université
Il entre d'abord à l'université St. Francis de Pennsylvanie où il joue dans l'équipe de basket-ball de l'école avant d'être transféré à l'université John Carroll où il établit le record de tacle de l'université avec 202 tacles. Il est nommé linebacker de l'année pour la troisième division (NCAA Division III) de l'année 1997.

### Professionnel

#### Rams de Saint-Louis
London Fletcher n'est sélectionné par aucune équipe lors du draft de la NFL de 1998. Peu de temps après, il signe comme agent-libre non-drafté avec les Rams de Saint-Louis et sera un des deux seuls rookie non drafté à être dans l'effectif de la saison 1998. Même s'il a un rôle de remplaçant lors de sa première saison professionnel, il remporte le titre de rookie de l'année chez les Rams. Lors du camp d'entraînement de 1999, il remporte le poste de middle linebacker et mène le classement des tacles de l'équipe. Il est titulaire lors du Super Bowl XXXIV qui voit une victoire de Saint-Louis 23-16 contre les Titans du Tennessee. Le 10 novembre 2000, il fait quatorze tacles et deux sacks contre les Vikings du Minnesota, et remporte le titre de joueur défensif de la semaine de la NFC.
Le 23 novembre 2001, il fait vingt-et-un tacles contre les 49ers de San Francisco, remportant une nouvelle fois le titre de joueur défensif de la semaine en NFC. Le 18 novembre, contre les Patriots de la Nouvelle-Angleterre, il tacle à dix-sept reprises. Son dernier match avec les Rams est le Super Bowl XXXVI, une nouvelle défaite contre les Patriots 20-17.

#### Bills de Buffalo
En 2002, Fletcher signe avec les Bills de Buffalo. Lors de son premier match avec Buffalo, le 10 septembre 2002, il récupère un fumble de Tom Brady et marque le premier touchdown de sa carrière. Avec les Bills il ne manque aucun match en cinq saisons, toujours titulaire à son poste de linebacker.

#### Redskins de Washington
Le 2 mars 2007, il signe avec les Redskins de Washington un contrat de cinq ans de vingt-cinq millions de dollars. Il devient capitaine de la défense de Washington. Il est sélectionné pour le Pro Bowl 2010 après que Jonathan Vilma ne put le jouer à cause du Super Bowl XLIV. Il est sélectionné une nouvelle, pour le Pro Bowl 2011 où il intercepte une passe.

## Palmarès
- Linebacker de l'année de la Division III en 1997
- Joueur défensif de la semaine en NFL à trois reprises
- Super Bowl XXXIV
- Sélection au Pro Bowl 2010, 2011